# Christopher Moen
Christopher Fløisand Moen (Trondheim, 26 giugno 1991) è un giocatore di calcio a 5 e calciatore norvegese, Laterale dell'Calcio a 5 Manfredonia.

## Carriera

### Club Calcio a 5
Moen ha iniziato la sua carriera attiva nel calcio a 5 a Vegakameratene, dove è diventato campione norvegese in 4 stagioni su 5, per un totale di 4 volte di fila.
Ha poi giocato nei playoff in Danimarca lo stesso anno, per Jægersborg Gentofte Futsal. Lì hanno concluso al 2 ° posto, dopo aver perso la finale contro il København Futsal.
Nel 2014, Moen è diventato allenatore del Tiller Futsal, dove è stato per 2 stagioni.
Nel 2016, è entrato a far parte di diversi giocatori nazionali nel neopromosso e laborioso Hulløy Futsal. Molti di questi si sono infortunati più avanti nella stagione, dove Moen è diventato anche allenatore a metà della prima stagione.
Nel 2018 è andato a Utleira, dove si è riunito con un certo numero di vecchi giocatori, oltre a un allenatore di Vegakameratene. Qui è diventato campione norvegese in 2 anni su 4, per poi diventare il giocatore più vincente in Norvegia con 6 titoli (insieme a Jonas Wiseth e Morten Ravlo).
Nel 2022, Moen ha lasciato il campionato norvegese per mettersi alla prova a livello internazionale. Poi è andato nella vicina Svezia e Hammarby. Hammarby aveva già vinto 2 titoli svedesi nel 2020 e nel 2021 e stava cercando di riprendersi il trono firmando Moen. Si è conclusa con una sconfitta in semifinale nello spareggio contro i campioni in carica dell'Örebro.

### Nazionale
Gioca per la Nazionale di calcio a 5 della Norvegia.